# تحليل ما بعد الحفر
تحليل ما بعد الحفر أو التحليل بعد التنقيب، يشمل العمليات المستخدمة لدراسة المواد الأثرية بعد اكتمال الحفريات. منذ ظهور "علم الآثار الجديد" في الستينيات، ازدادت أهمية استخدام التقنيات العلمية في علم الآثار. يعكس هذا الاتجاه بشكل مباشر زيادة تطبيق المنهج العلمي على التحليل بعد التنقيب.
ينبغي أن تكون الخطوة الأولى في التحليل بعد التنقيب هي تحديد ما يسعى الباحث لمعرفته والتقنيات التي يمكن استخدامها لتوفير الإجابات. تعتمد التقنيات المختارة في النهاية على نوع القطع الأثرية التي يرغب الباحث في دراستها. يجب أن يؤخذ في الاعتبار أن علماء الآثار يقومون في كثير من الأحيان بتعديل أو إضافة تقنيات أثناء عملية التحليل حيث يمكن تغيير الأسئلة البحثية الأصلية.
في معظم الحالات، تُنفذ الخطوات الأساسية الضرورية للتحليل (مثل تنظيف القطع الأثرية ووضع علامات عليها) في بيئة مختبرية عامة بينما تُنفذ التقنيات الأكثر تطوراً بواسطة متخصصين في مختبراتهم الخاصة.